# Фут, Александр Алан
Александр Алан Фут (13 апреля 1905, Дербишир — 1 августа 1957) — двойной агент, член разведывательной сети Красная капелла, сотрудник британской разведки MI6.

## Биография
До 1930 года проживал в Англии, затем переехал в Испанию воевал во время Гражданской войны на стороне республиканцев. Начал работать с коммунистами, вступил в контакт с Рут Вернер в Швейцарии, через неё он познакомился с советским резидентом Шандором Радо, впоследствии он стал его радистом. Был ответственным за связь с Рудольфом Ресслером. Из воспоминаний Рут Вернер: 

 Поздней осенью 1938 года я познакомилась в Женеве с Алленом Футом, подпольное имя Джим. Тогда он ещё не знал, что ему предстоит поехать в Германию. Его спросили, готов ли он поработать за границей в условиях, не менее опасных, чем те, в которых он находился, сражаясь в Испании. В Женеве я виделась с Джимом два или три раза и каждая встреча продолжалась несколько часов. Такие длительные и насыщенные беседы имели большое значение. Я брала на заметку всё: каждое слово, интонацию, движение рук, выражение лица, а после встречи ещё долго раздумывала надо всем, что увидела и услышала. Джим легко схватывал мысль собеседника и задавал дельные вопросы. Он казался находчивым и сообразительным, а для нашей работы это необходимо — значит не растеряется в необычной ситуации. Своё мужество в борьбе он должно быть доказал в Испании, в противном случае его не рекомендовали бы мне для этой новой работы.
 По словам Рут Вернер Алан был человеком, который любил хорошо поесть и выпить, высокого роста, несколько полноват, у него были белокурые волосы с рыжеватым оттенком, светлые ресницы, белая кожа и голубые глаза. В 1943 году Фут был арестован, а затем выслан из страны.
После Второй мировой войны Фут провёл некоторое время в странах советского блока. В 1947 году Фут порвал сотрудничество с военной разведкой и был опрошен британскими спецслужбами, а затем вернулся на Запад, где в 1949 году опубликовал свою книгу «Справочник для шпионов». Скончался 1 августа 1957 года. Из воспоминаний Шандора Радо: 

Скончался Александр Фут. Как и О. Пюнтер, он написал воспоминания о своей работе в Швейцарии, которые назвал «Справочник для шпиона». Книга была выпущена в Англии в 1949 году, после возвращения Фута на родину.
На мой взгляд, мемуары его весьма легковесны, порой просто несерьезны, понапутано там довольно изрядно. Кстати, это признают многие. Вот, например, какую оценку мемуарам Фута дает автор труда «Красно-белая капелла» фон Шрамм — человек, которого никак нельзя заподозрить в коммунистических взглядах: «Это только репортаж, но не историческая информация. Он (то есть Фут. — Ш. Р.) хотел продать свою книгу, поэтому придал ей сенсационный характер».

Главное, впрочем, не в поверхностной, рассчитанной на невзыскательного читателя, книге Фута. Погоня за сенсацией явилась лишь естественным итогом эволюции его идейных позиций. Поселившись в Англии, Александр Фут погряз в болоте мелкобуржуазной жизни, превратился в заурядного английского обывателя.